# Diócesis de Jackson
La diócesis de Jackson (en latín: Dioecesis Jacksoniensis y en inglés: Roman Catholic Diocese of Jackson) es una circunscripción eclesiástica de la Iglesia católica en Estados Unidos. Se trata de una diócesis latina, sufragánea de la arquidiócesis de Mobile. Desde el 12 de diciembre de 2013 su obispo es Joseph Richard Kopacz.

## Territorio y organización

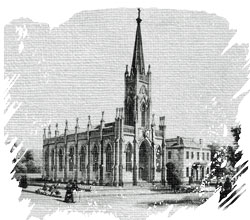
Excatedral de Natchez

La diócesis tiene 97 495 km² y extiende su jurisdicción sobre los fieles católicos de rito latino residentes en 65 condados del estado de Misisipi: Adams, Alcorn, Amite, Attala, Benton, Bolivar, Calhoun, Carroll, Chickasaw, Choctaw, Claiborne, Clarke, Clay, Coahoma, Copiah, DeSoto, Franklin, Grenada, Hinds, Holmes, Humphreys, Issaquena, Itawamba, Jasper, Jefferson, Kemper, Lafayette, Lauderdale, Leake, Lee, Leflore, Lincoln, Lowndes, Madison, Marshall, Monroe, Montgomery, Neshoba, Newton, Noxubee, Oktibbeha, Panola, Pike, Pontotoc, Prentiss, Quitman, Rankin, Scott, Sharkey, Simpson, Smith, Sunflower, Tallahatchie, Tate, Tippah, Tishomingo, Tunica, Union, Warren, Washington, Webster, Wilkinson, Winston, Yalobusha y Yazoo.
La sede de la diócesis se encuentra en la ciudad de Jackson, en donde se halla la Catedral de San Pedro Apóstol. En Natchez se encuentra la excatedral basílica de Santa María.
En 2023 en la diócesis existían 72 parroquias.

## Historia

### Antecedentes
La primera evidencia históricamente documentada de la presencia de un misionero católico en lo que hoy es el estado de Misisipi data de 1682: siguiendo a René Robert Cavelier de La Salle, el explorador francés que fue el primero en descender el río Misisipi reclamando las tierras que exploró para Francia, estuvo el fraile menor recoleto Zenobius Membre, quien celebró la primera misa en ese territorio, el día de Pascua, cerca de Fort Adams, en el actual condado de Wilkinson, 40 millas al sur de Natchez.
El territorio del Misisipi pasó a manos de la corona española en 1779. En 1788 se construyó una iglesia española dedicada al Santísimo Salvador (San Salvador) en Natchez, en el centro de la ciudad. 
En 1798 el territorio de Misisipi quedó bajo la administración de los Estados Unidos de América. El 13 de agosto de 1822 el papa Pío VII erigió el vicariato apostólico de Misisipi y Alabama y el 21 de enero de 1823, Florida, que ya había pertenecido eclesiásticamente a la diócesis de Nueva Orleans, fue también anexada al vicariato apostólico de Misisipi y Alabama. Sin embargo, estas decisiones no surtieron efecto: de hecho, fueron derogadas por el papa Pío VII el 14 de julio de 1823.
El 19 de agosto de 1825 el nuevo papa León XII, erigió el vicariato apostólico de Misisipi, sin embargo, incluso esta decisión duró poco: de hecho, con el breve Inter multiplices del 18 de julio de 1826, León XII erigió la diócesis de San Luis (hoy arquidiócesis de San Luis) y al mismo tiempo extendió la jurisdicción de los obispos de Nueva Orleans al territorio de Misisipi también.
El 18 de diciembre de 1956 asumió el nombre de diócesis de Natchez-Jackson. Desde 1948, de hecho, el obispo Richard Gerow había trasladado la sede de la diócesis de Natchez a Jackson, la capital del estado.

### Diócesis de Jackson
El 1 de marzo de 1977 cedió una parte de su territorio para la erección de la diócesis de Biloxi mediante la bula Quandoquidem in Nos del papa Pablo VI. Al mismo tiempo asumió el nombre de diócesis de Jackson.
El 29 de julio de 1980 pasó a formar parte de la provincia eclesiástica de Mobile.

## Estadísticas
Según el Anuario Pontificio 2023 la diócesis tenía a fines de 2024 un total de 45 051 fieles bautizados.
| Año                                                                             | Población            | Población | Población      | Sacerdotes | Sacerdotes    | Sacerdotes    | Bautizados por sacerdote | Diáconos permanentes | Religiosos | Religiosos | Parroquias |
| Año                                                                             | Bautizados católicos | Total     | % de católicos | Total      | Clero secular | Clero regular | Bautizados por sacerdote | Diáconos permanentes | Varones    | Mujeres    | Parroquias |
| ------------------------------------------------------------------------------- | -------------------- | --------- | -------------- | ---------- | ------------- | ------------- | ------------------------ | -------------------- | ---------- | ---------- | ---------- |
| 1950                                                                            | 50 559               | 2 183 796 | 2.3            | 142        | 68            | 74            | 356                      |                      | 123        | 380        | 66         |
| 1966                                                                            | 74 343               | 2 178 241 | 3.4            | 216        | 132           | 84            | 344                      |                      | 178        | 496        | 97         |
| 1970                                                                            | 82 383               | 2 161 481 | 3.8            | 191        | 111           | 80            | 431                      | 1                    | 138        | 425        | 106        |
| 1976                                                                            | 86 773               | 2 324 000 | 3.7            | 179        | 109           | 70            | 484                      | 1                    | 140        | 398        | 112        |
| 1980                                                                            | 42 585               | 1 724 000 | 2.5            | 117        | 74            | 43            | 363                      | 9                    | 54         | 299        | 73         |
| 1990                                                                            | 46 410               | 1 920 000 | 2.4            | 95         | 62            | 33            | 488                      | 10                   | 45         | 275        | 75         |
| 1999                                                                            | 45 408               | 1 980 025 | 2.3            | 99         | 67            | 32            | 458                      | 7                    | 12         | 289        | 74         |
| 2000                                                                            | 47 334               | 1 994 011 | 2.4            | 87         | 58            | 29            | 544                      | 7                    | 43         | 275        | 74         |
| 2001                                                                            | 47 873               | 1 994 011 | 2.4            | 88         | 58            | 30            | 544                      | 8                    | 42         | 240        | 74         |
| 2002                                                                            | 48 808               | 1 994 946 | 2.4            | 89         | 55            | 34            | 548                      | 1                    | 48         | 222        | 74         |
| 2003                                                                            | 51 347               | 1 997 485 | 2.6            | 80         | 52            | 28            | 641                      | 7                    | 43         | 228        | 74         |
| 2004                                                                            | 51 992               | 1 998 130 | 2.6            | 79         | 50            | 29            | 658                      | 7                    | 43         | 212        | 74         |
| 2006                                                                            | 51 000               | 2 130 000 | 2.4            | 79         | 49            | 30            | 645                      | 7                    | 44         | 218        | 74         |
| 2012                                                                            | 52 500               | 2 203 000 | 2.4            | 80         | 47            | 33            | 656                      | 4                    | 41         | 156        | 75         |
| 2013                                                                            | 52 900               | 2 219 000 | 2.4            | 84         | 48            | 36            | 629                      | 5                    | 43         | 154        | 74         |
| 2016                                                                            | 45 845               | 2 167 132 | 2.1            | 83         | 53            | 30            | 552                      | 4                    | 36         | 133        | 68         |
| 2019                                                                            | 43 865               | 2 182 200 | 2.0            | 81         | 56            | 25            | 541                      | 10                   | 32         | 100        | 72         |
| 2021                                                                            | 42 746               | 2 303 753 | 1.9            | 83         | 63            | 20            | 515                      | 7                    | 25         | 45         | 72         |
| 2023                                                                            | 45 051               | 2 403 500 | 1.9            | 81         | 60            | 21            | 556                      | 14                   | 25         | 38         | 72         |
| Fuente: Catholic-Hierarchy, que a su vez toma los datos del Anuario Pontificio. |                      |           |                |            |               |               |                          |                      |            |            |            |

## Episcopologio
- Joseph Bernard Brunini † (1 de marzo de 1977-24 de enero de 1984 retirado)
- William Russell Houck † (11 de abril de 1984-3 de enero de 2003 retirado)
- Joseph Nunzio Latino † (3 de enero de 2003-12 de diciembre de 2013 retirado)
- Joseph Richard Kopacz, desde el 12 de diciembre de 2013